# Matheus Santana
Matheus Paulo de Santana (Rio de Janeiro, 2 aprile 1996) è un nuotatore brasiliano.

## Biografia
Ha rappresentato il Brasile ai Giochi olimpici di Rio de Janeiro 2016 concorrendo nella staffetta 4x100 metri stile libero maschile.

## Palmarès
- Mondiali in vasca corta

Hangzhou 2018: bronzo nella 4x100m sl e nella 4x50m misti.
- Giochi panamericani

Toronto 2015: oro nella 4x100m sl.
- Giochi sudamericani

Santiago 2014: oro nei 100m sl, nella 4x100m sl e nella 4x100m misti.
- Giochi olimpici giovanili

Nanchino 2014: oro nei 100m sl, argento nei 50m sl e nella 4x100m sl mista.